# 印度蘇鐵
印度蘇鐵（学名：Cycas beddomei）是原產於印度的一種蘇鐵。它們只生長在安得拉邦古德伯山上的細小地區。

## 特徵
印度蘇鐵有直立的莖。它們有20-30塊堅硬的葉子，每塊葉子長90厘米，形狀像尖槍。它們有50-100對小葉，長10-17.5厘米及闊3-4毫米，並向前傾斜45°。葉柄有細小的刺。
雌毬果開放，孢子葉長15-20厘米，有粉紅色至褐色的棉毛下垂及兩個小卵。松果於11-12月間長出，於3-5月成熟。葉面邊有鋸齒，尖端尖銳。外種皮呈黃色至褐色。雄毬果呈卵形，長30厘米及闊7厘米，孢子葉面呈菱形。
印度蘇鐵果實的外種皮及硬果皮之間有一層肉質，可以提供水份予種子。由於其種子沒有休眠狀況，故這是對種子重要的生存條件。

## 保育
印度蘇鐵生長在乾旱及炎熱的印度東部。它們稍具抗火性，但種子及苗卻易受草火的影響。當地人會採集雄毬果來治療類風濕性關節炎及肌肉疼痛。由於對其藥性的需求，它們現正處於極危狀況。

## 外部連結
- Cycad Pages （页面存档备份，存于）